# Georg Ackermann (Politiker)
Georg Ackermann (* 4. Mai 1897 in Darmstadt; † 4. April 1964) war ein deutscher Politiker (SPD).

## Leben und Beruf
Nach dem Besuch der Volks- und Fortbildungsschule arbeitete Ackermann als Zigarrenmacher in der Zigarrenindustrie. Er war von 1925 bis 1928 als Kaufmann im Baugewerbe tätig und hatte anschließend eine Tätigkeit als Angestellter beim Deutschen Tabakarbeiter-Verband inne.
Nach der Machtübernahme der Nationalsozialisten wurde Ackermann 1933 aus politischen Gründen entlassen. Im Anschluss arbeitete er als Stundenbuchhalter und Aushilfe für Steuerangelegenheiten.

## Politik
Ackermann war Mitglied der SPD. Während der Zeit der Weimarer Republik war Ackermann von 1920 bis 1933 Mitglied des Gemeinderats sowie des Kreistags.
Dem hessischen Landtag gehörte Ackermann vom 9. Februar 1949, als er für den ausgeschiedenen Abgeordneten Wilhelm Dengler nachrückte, bis zu seinem Tode an.
Ackermann amtierte von 1951 bis 1963 als Landrat des Kreises Erbach.

## Ehrungen
- In Beerfelden ist die Landrat-Ackermann-Straße;
- in Michelstadt ist die Landrat-Ackermann-Straße;
- in Nieder-Kainsbach die Georg-Ackermann-Straße;
- in Breuberg die Georg-Ackermann-Schule nach ihm benannt.